# دهستان فریمان
فریمان، دهستانی است از توابع بخش مرکزی شهرستان فریمان در استان خراسان رضوی.

## جمعیت
جمعیت این دهستان بر اساس سرشماری سال ۱۳۸۵ جمعیت آن (2178 خانوار) 9351 نفر 
می باشد.